# 楊瑒
杨玚（668年—735年），字瑶光，华州华阴人，唐朝官员。杨琮的孙子。
唐睿宗时，杨玚为麟游令，御史大夫窦怀贞营建金仙、玉真二道观，苛敛百姓资财，杨玚拒绝不应，窦怀贞壮其言，于是终止。唐中宗时，原为二十一岁征税，韦后定百姓二十二岁岁成丁以收人心。韦后倒台后，宫中追征当年所免租调，杨玚坚执不从，于是停止不课，他得以名显当世。唐玄宗开元初年，担任侍御史，弹劾京兆尹崔日知贪暴犯法。进升为御史中丞、户部侍郎。宇文融检括户口，杨玚驳议，出为华州刺史。开元十六年（728年），入朝为国子祭酒，推荐大儒王迥质等人为官。反对科举不究大义只是贴孤经绝句，奏准明经习《春秋》三传及通《周礼》四经之人，出身免任散官，以劝奖儒学。他倡导左氏春秋之学。认为天下明经、进士每年录取不过百人，而流外诸色入仕每年至二千人是不对的。再任大理卿。正直敢言，不畏权贵，为官清白，拒绝属吏立石颂己功。开元二十三年（735年），拜为左散骑常侍。不久去世，谥贞。

## 延伸阅读
[在维基数据编辑]
 在维基文库阅读此作者作品
 《舊唐書·卷185下》，出自刘昫《舊唐書》
 《新唐書·卷130》，出自《新唐書》